# Phyllopetalia apollo
Phyllopetalia apollo är en trollsländeart som först beskrevs av Selys 1878.  Phyllopetalia apollo ingår i släktet Phyllopetalia och familjen Austropetaliidae. IUCN kategoriserar arten globalt som livskraftig. Inga underarter finns listade i Catalogue of Life.